# Jelsi
Jelsi är en ort och kommun i provinsen Campobasso i regionen Molise i Italien. Kommunen hade 1 795 invånare (2018).